# Mal de pierres
Mal de pierres (El sueño de Gabrielle en España y Un momento de amor en Hispanoamérica) es el nombre de una película francesa dirigida y escrita por Nicole Garcia, producida por Alain Attal y protagonizada por Marion Cotillard, Louis Garrel y Àlex Brendemühl.
El guion, escrito por la propia directora, Nicole Garcia, es una adaptación de la novela Mal di pietre de la escritora italiana Milena Agus.
La película fue estrenada el 15 de mayo de 2016 y compitió para el Palma de oro en el Festival de Cannes. Además, ha recibido un total de 8 nominaciones en los Premios César.

## Sinopsis
Gabrielle es una mujer apasionada y abierta que vive en un matrimonio sin amor en la Francia de los 50. Cuando va a los Alpes a tratar sus piedras en el riñón, se enamora de otro hombre. Gabrielle anhela liberarse y escapar con André.

## Reparto
- Marion Cotillard como Gabrielle.
- Louis Garrel como André Sauvage.
- Àlex Brendemühl como José.
- Brigitte Roüan como Adèle.
- Victoire Du Bois como Jeannine.
- Aloïse Sauvage como Agostine.
- Daniel Para como Martin.
- Jihwan Kim como Blaise.
- Victor Quilichini

## Premios y nominaciones
| Año  | Categoría    | Resultado |
| ---- | ------------ | --------- |
| 2016 | Palma de Oro | Nominada  |

| Año  | Categoría        | Persona nominada                                          | Resultado |
| ---- | ---------------- | --------------------------------------------------------- | --------- |
| 2017 | Mejor película   | Mejor película                                            | Nominada  |
| 2017 | Mejor dirección  | Nicole Garcia                                             | Nominada  |
| 2017 | Mejor actriz     | Marion Cotillard                                          | Nominada  |
| 2017 | Mejor adaptación | Jacques Fieschi y Nicole Garcia                           | Nominadas |
| 2017 | Mejor sonido     | Sylvain Malbrant, Jean-Pierre Duret y Jean-Pierre Laforce | Nominados |
| 2017 | Mejor fotografía | Christophe Beaucarne                                      | Nominado  |
| 2017 | Mejor montaje    | Simon Jacquet                                             | Nominado  |
| 2017 | Mejor vestuario  | Catherine Leterrier                                       | Nominada  |

| Año  | Categoría    | Persona nominada     | Resultado |
| ---- | ------------ | -------------------- | --------- |
| 2017 | Mejor actriz | Marion Cotillard     | Nominada  |
| 2017 | Mejor imagen | Christophe Beaucarne | Nominado  |

| Año  | Categoría                  | Resultado |
| ---- | -------------------------- | --------- |
| 2017 | Premio a la mejor película | Ganadora  |